# Miód rzepakowy
Miód rzepakowy – odmiana miodu kwiatowego powstająca z nektaru zbieranego przez pszczoły z kwiatów rzepaku. Miód rzepakowy wyróżnia się delikatnym, słodkim smakiem i jasnym kolorem, który w trakcie krystalizacji staje się biały lub kremowy.

## Charakterystyka
Miód rzepakowy jest jednym z najpopularniejszych miodów w Polsce ze względu na dużą powierzchnię upraw rzepaku. Jego charakterystyczne cechy to:
Kolor: jasny, od prawie białego do jasnożółtego.
Konsystencja: bardzo szybko krystalizuje, często już kilka dni po zebraniu, przyjmując kremową lub drobnokrystaliczną strukturę.
Smak: delikatny, słodki, czasami lekko mdły.
Zapach: charakterystyczny, przypominający zapach kwiatów rzepaku.

## Skład chemiczny
Miód rzepakowy jest bogaty w różnorodne składniki odżywcze, w tym:
Węglowodany: głównie glukoza i fruktoza, które stanowią około 70-80% składu miodu. Wysoka zawartość glukozy przyspiesza proces krystalizacji.
Aminokwasy: miód zawiera niewielkie ilości aminokwasów, takich jak prolina.
Witaminy: głównie z grupy B (B1, B2, B6), witamina C i kwas foliowy.
Minerały: potas, wapń, magnez, sód, żelazo, fosfor, mangan, miedź i cynk.
Enzymy: inwertaza, diastaza, katalaza i fosfataza kwaśna, które wpływają na właściwości antybakteryjne miodu.

## Normy jakościowe
W Polsce jakość miodu, w tym miodu rzepakowego, jest regulowana przez normę PN-88/A-77626, która określa:
Minimalną zawartość węglowodanów.
Dopuszczalną zawartość wody – dla miodu rzepakowego wynosi ona maksymalnie 20%.
Parametry dotyczące przewodności elektrycznej – typowo dla miodów nektarowych poniżej 0,8 mS/cm.
Minimalną aktywność diastazy – wskaźnik świadczący o świeżości miodu i jego właściwościach enzymatycznych.

## Właściwości kosmetyczne
Miód rzepakowy wpływa korzystnie na skórę dzięki zdolności do utrzymywania wilgoci – działa jako nawilżacz. Stosowany na skórę, pomaga utrzymać ją miękką, gładką i dobrze nawilżoną. Może być stosowany samodzielnie lub jako składnik różnych maseczek i kremów do twarzy. Ponadto, miód rzepakowy zawiera enzymy i antyoksydanty, które pomagają w walce z oznakami starzenia, poprawiając elastyczność skóry i redukując drobne zmarszczki.

## Właściwości zdrowotne
Miód rzepakowy posiada szereg właściwości zdrowotnych, które są korzystne dla organizmu:
Działanie antybakteryjne: Zawarte w miodzie enzymy mają właściwości antybakteryjne, co może pomagać w walce z infekcjami bakteryjnymi.
Działanie przeciwzapalne: Miód rzepakowy może wspomagać redukcję stanów zapalnych w organizmie dzięki zawartości antyoksydantów.
Wsparcie dla układu trawiennego: Miód ten może wspomagać trawienie i być pomocny w leczeniu niektórych dolegliwości żołądkowych dzięki prebiotycznym właściwościom.
Wzmacnianie odporności: Regularne spożywanie miodu rzepakowego może wspomagać układ odpornościowy dzięki zawartości witamin i minerałów.

## Zastosowanie kulinarne
Miód rzepakowy jest powszechnie stosowany w kuchni. Ze względu na swój łagodny smak jest idealny do słodzenia napojów, wypieków oraz jako dodatek do potraw. Doskonale komponuje się z serami oraz jako składnik sosów i dressingów.

## Przechowywanie
Miód rzepakowy należy przechowywać w szczelnie zamkniętych słoikach, w chłodnym i ciemnym miejscu, aby zachował swoje właściwości. Krystalizacja jest naturalnym procesem, który nie wpływa na jakość miodu – aby przywrócić mu płynną konsystencję, wystarczy go delikatnie podgrzać w kąpieli wodnej.